# 2014年哲學
2014年哲學  

## 事件
- 7月16日-7月19日 - 「查爾斯·皮爾斯國際一百週年大會」在马萨诸塞大学洛厄尔分校舉行，紀念查爾斯·桑德斯·皮爾斯逝世100週年。根據查爾斯·皮爾斯基金會的觀點，推動皮爾斯的思想和傳記上所有方面的學術研究，並調查他的哲學在二十一世紀的相關性和潛力 - 為當代哲學辯論和超越[1]。
- 9月25日-9月27日 -「信仰與理由： 理察·斯溫伯恩主題會議」在普渡大學舉辦，以慶祝理查德·斯溫本的生平和作品。會議上介紹的哲學家有阿尔文·普兰丁格、迪姆·齊默爾曼、伊莉奧諾‧斯湯普（英语：Eleonore Stump）、埃克斯多姆（Laura Ekstrom ）、瑪麗蓮·麥考德·亞當斯（英语：Marilyn McCord Adams）、尼古拉斯·沃爾特斯托夫（英语：Nicholas Wolterstorff）、保羅·德雷珀（英语：Paul Draper (philosopher)）與彼得·凡·因韋根（英语：Peter van Inwagen）[2]。

## 出版
- 路易·皮埃尔·阿尔都塞 - 《關於資本主義的再現：意識形態與思想狀態的國家工具》（On The Reproduction Of Capitalism: Ideology And Ideological State Apparatuses）[3]
- 山姆·哈里斯  -《 覺醒：宗教之外的靈性（英语：Waking Up: A Guide to Spirituality Without Religion）》[4]
- 李·斯莫林和罗伯托·曼格贝拉·昂格尔 -《奇異宇宙與時間現實（英语：The Singular Universe and the Reality of Time）》[5]
- 彼得·斯洛特戴克 - 《球：球體第二卷：宏觀物理學》（Globes:  Spheres Volume II:  Macrospherology ）[6]
- 瓦爾特里·維爾傑恩（英语：Valtteri Viljanen） - 《斯賓諾莎的力量幾何》（ Spinoza's Geometry of Power） [7]

## 死亡
- 1月5日 - 愛德華·喬納森羅威（英语：E. J. Lowe (philosopher)）英國的哲學家，發表超過200篇文章，主要是形上學，生於1950年，65歲。[8]
- 2月16日 - 伊士列爾‧謝富勒（英语：Israel Scheffler） 將分析哲學引進教育哲學界，著有《教育的語言》[9]，生於1923年，91歲。
- 3月5日 - 路易斯·维尧罗 西班牙裔墨西哥人，哲学家、研究员、大学教授、外交官和学术作家。生於1922，91歲。死於手術併發症呼吸衰竭[10]。
- 3月14日 - 特德·科恩(Ted Cohen )，芝加哥大學哲學教授，主要從事藝術哲學。生年不知。[11]
- 4月21日 - 詹姆斯·希金博瑟姆（英语：James Higginbotham）南加州大學教授，主要從事語義學和語言哲學，生於1941年，72歲。[12]
- 5月13日 - 戴維·馬萊·阿姆斯特朗（英语：David Malet Armstrong）澳大利亞哲學家，主要從事形上學和心靈哲學。生於1926年，87歲。
- 10月2日 - 弗雷德里克·坦勒·薩默斯（英语：Frederic Tamler Sommers）致力於復興古典邏輯，生於1923年，91歲[13]。
- 11月17日 - 帕特里克·蘇普斯（英语：Patrick Suppes） 重要的分析哲學家致力於量子力學，決策理論，心理學和教育技術，生於1922年，92歲[14]。
- 12月3日 - 納撒尼爾·布蘭登（英语：Nathaniel Branden） 加拿大裔美國心理治療師和作家，以自尊心理學著稱。生於1930年，84歲，死於帕金森氏症的併發症。[15][16][17]